# Diamantes Negros
Diamantes Negros (Sintra, 1964) é um conjunto musical português distinguido com a Medalha de Mérito  Grau Prata pela Câmara Municipal de Sintra.

## História
Os Diamantes Negros surgiram em Sintra, no dia 25 Janeiro de 1964, que esteve extinto durante décadas até retornar nos anos 2000. 
O grupo foi formado inicialmente pelos seguintes elementos: Carlos José Paulo Santos "Caínhas" (Bateria), Carlos Rodrigues (Saxofone), Álvaro José Silvestre (Guitarra), Carlos Henriques "Xixó" (Guitarra). Em 31 de Dezembro desse mesmo ano junta-se mais um elemento ao grupo, de seu nome Luis Manuel Silva Cardoso "Lismanel" (Guitarra baixo). 
Com idades compreendidas entre os 15 e os 18 anos, estes rapazes, conseguiram de alguma forma, trazer um novo som, comparado com o que na altura se fazia. Grupo de baile, e também de exibição, foi sem dúvida um grupo muito marcante para a época. O seu repertório baseava-se em músicas dos Shadows, Beatles e Beach Boys.
Ao longo da sua vida o conjunto teve inúmeras formações e viria a acabar no início de 1976.
Em Março de 2003 reapareceu no Centro Cultural Olga Cadaval (antigo Auditório Carlos Manuel), onde actuou num espectáculo promovido pela Associação Anos 60, com o título Uma Viagem aos Anos 6O.  Nesta ocasião, possuía a formação: Caínhas (bateria), Xixó(guitarra solo e voz), Luís Manuel (guitarra ritmo e voz) e Jaime Pereira
(baixo e voz). Tocaram música dos Beatles e, no meio de tantas celebridades que desfilaram nessa "Viagem", fecharam a primeira parte do programa, acompanhados por alguns elementos da banda da Sociedade União Sintrense que saíram pela coxia central tocando o "Yellow Submarine".
O livro editado com a História da banda no 40.º Aniversário.

## Reconhecimento
Venceram a terceira eliminatória do Concurso Yé Yé no Teatro Monumental, em 1965. 
No dia 10 de Maio de 2014, distinguido com a Medalha de Mérito Grau Prata pela Câmara Municipal de Sintra.

## Discografia
Entre a sua discografia encontram-se: 
- 1966 - EP O dia em que te vi [3]

- 1997 - Biografia do pop-rock, da editora Movieplay Portuguesa [4]

## Galeria

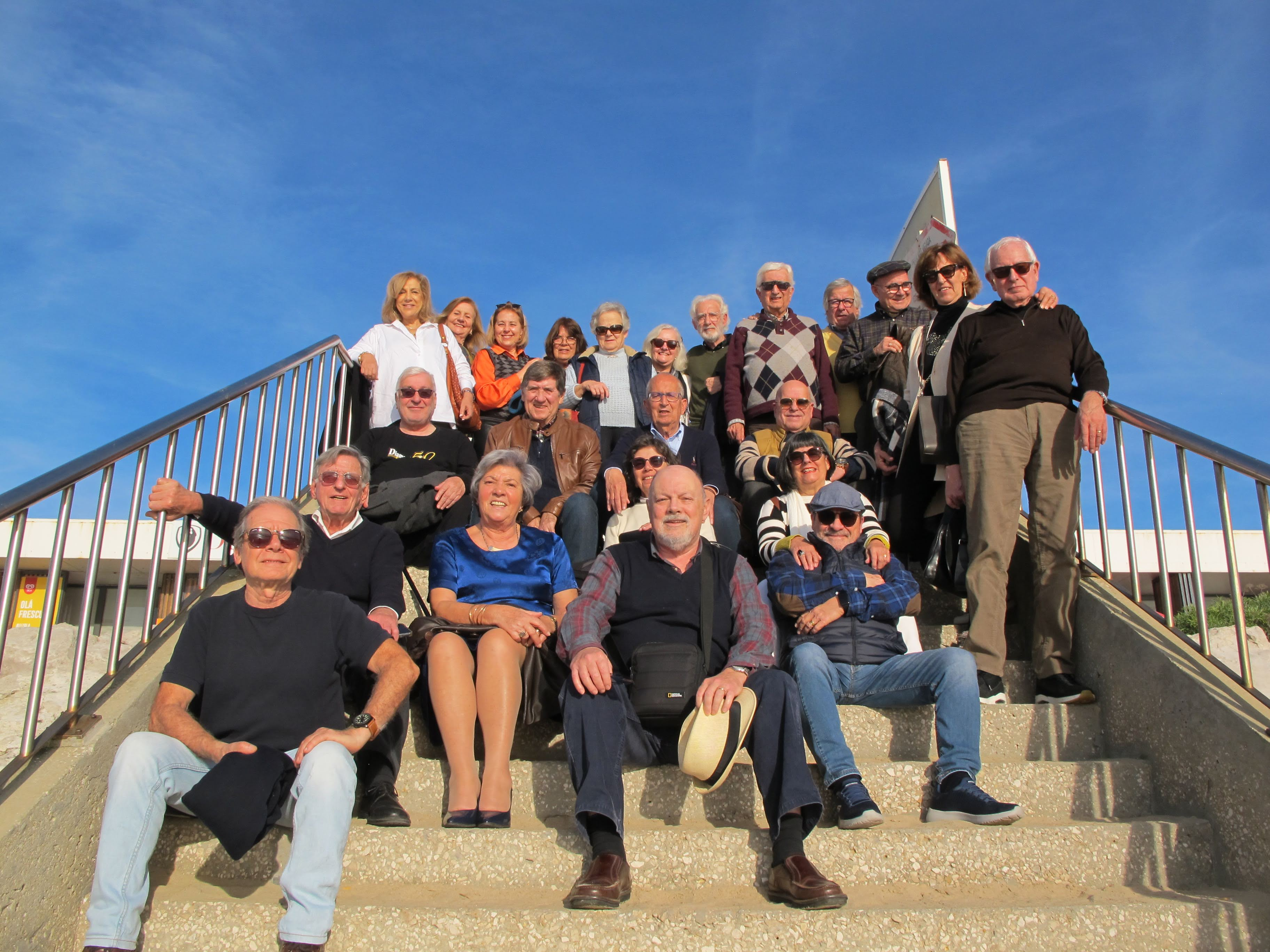
Diamantes Negros
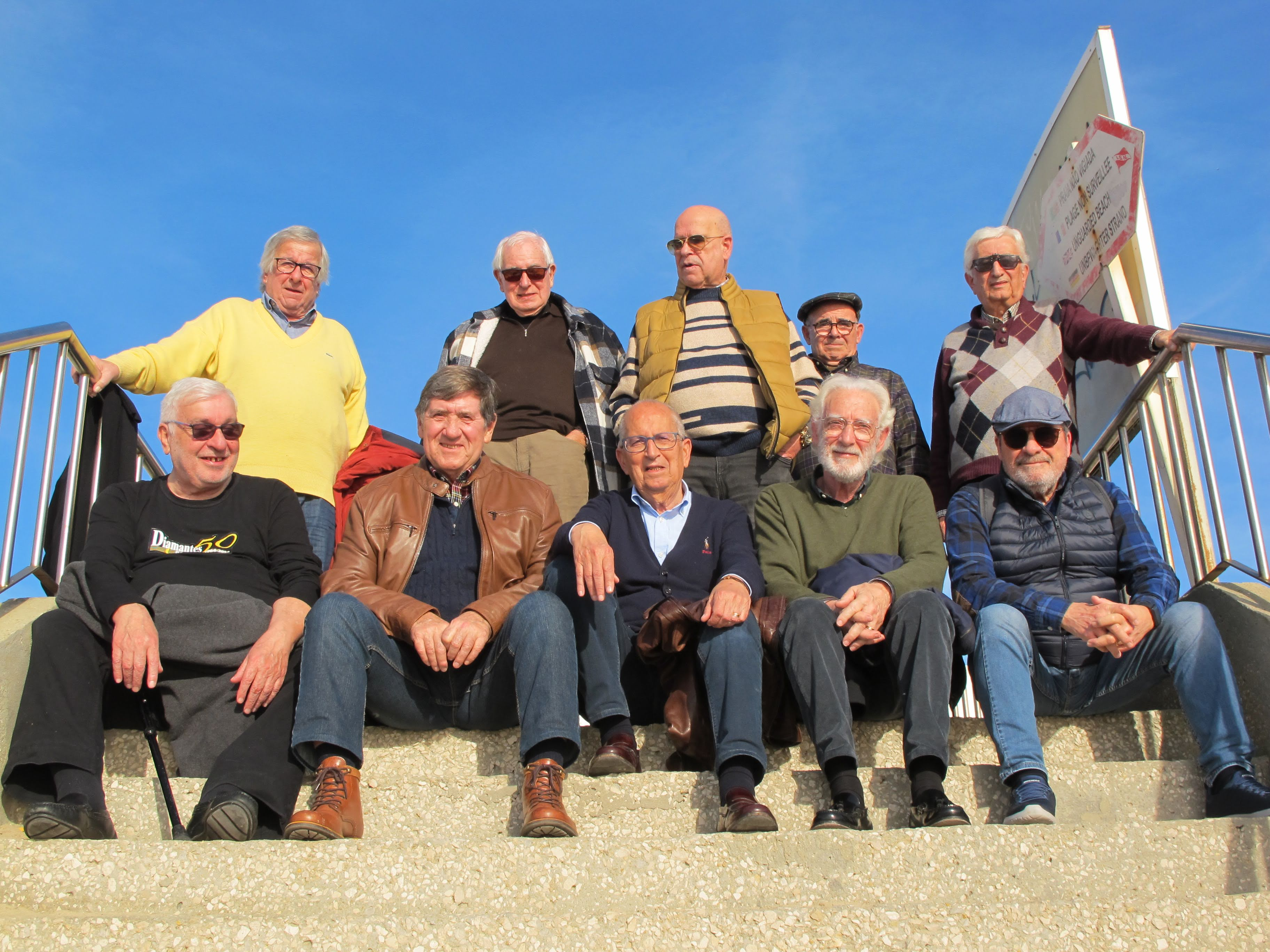
Diamantes Negros
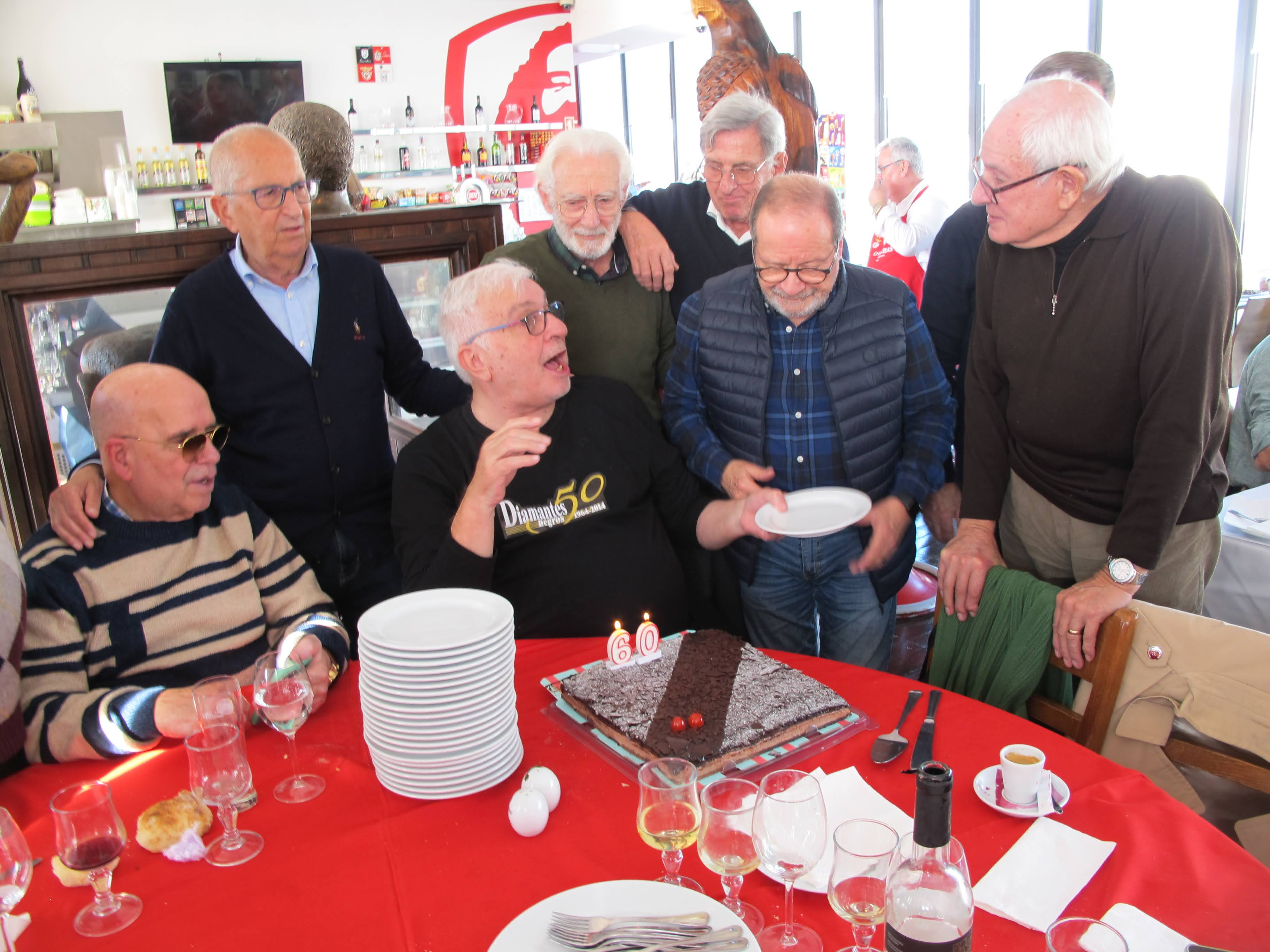

## Ligações Externas
- Blog Oficial | Diamantes Negros
- Saloia TV | Diamantes Negros entrevistados pela TV Saloia (2015)
- Concerto dos Diamantes Negros no C.C.Olga Cadaval  (2014)
- Ainda sobre a História dos Diamantes Negros[1]

1. ↑  «A História dos míticos Diamantes Negros no relato de Caínhas, o seu baterista – Alagamares». Consultado em 8 de março de 2024